# Trachyedra xylomorpha
Trachyedra xylomorpha är en fjärilsart som beskrevs av Edward Meyrick 1929. Trachyedra xylomorpha ingår i släktet Trachyedra och familjen stävmalar. Inga underarter finns listade i Catalogue of Life.